# Châtenay (Eure-et-Loir)
Châtenay ist eine französische Gemeinde mit 236 Einwohnern (Stand: 1. Januar 2022) im Département Eure-et-Loir in der Region Centre-Val de Loire (bis 2015 Centre). Die Gemeinde gehört zum Arrondissement Chartres und zum 2017 gegründeten Gemeindeverband Portes Euréliennes d’Île-de-France. 

## Geografie
Châtenay liegt im Norden der Landschaft Beauce, 29 Kilometer ostsüdöstlich von Chartres und etwa 60 Kilometer südöstlich von Paris. Umgeben wird Châtenay von den Nachbargemeinden Vierville im Norden, Orlu im Nordosten, Ardelu im Osten, Baudreville im Süden und Südosten, Gouillons im Westen und Südwesten sowie Léthuin im Nordwesten.

## Bevölkerungsentwicklung
| Jahr                      | 1962 | 1968 | 1975 | 1982 | 1990 | 1999 | 2006 | 2013 |
| Einwohner                 | 183  | 169  | 142  | 148  | 150  | 171  | 216  | 240  |
| Quelle: Cassini und INSEE |      |      |      |      |      |      |      |      |

## Sehenswürdigkeiten

Kirche Saint-Sulpice

- Kirche Saint-Sulpice